# 伊興遺跡

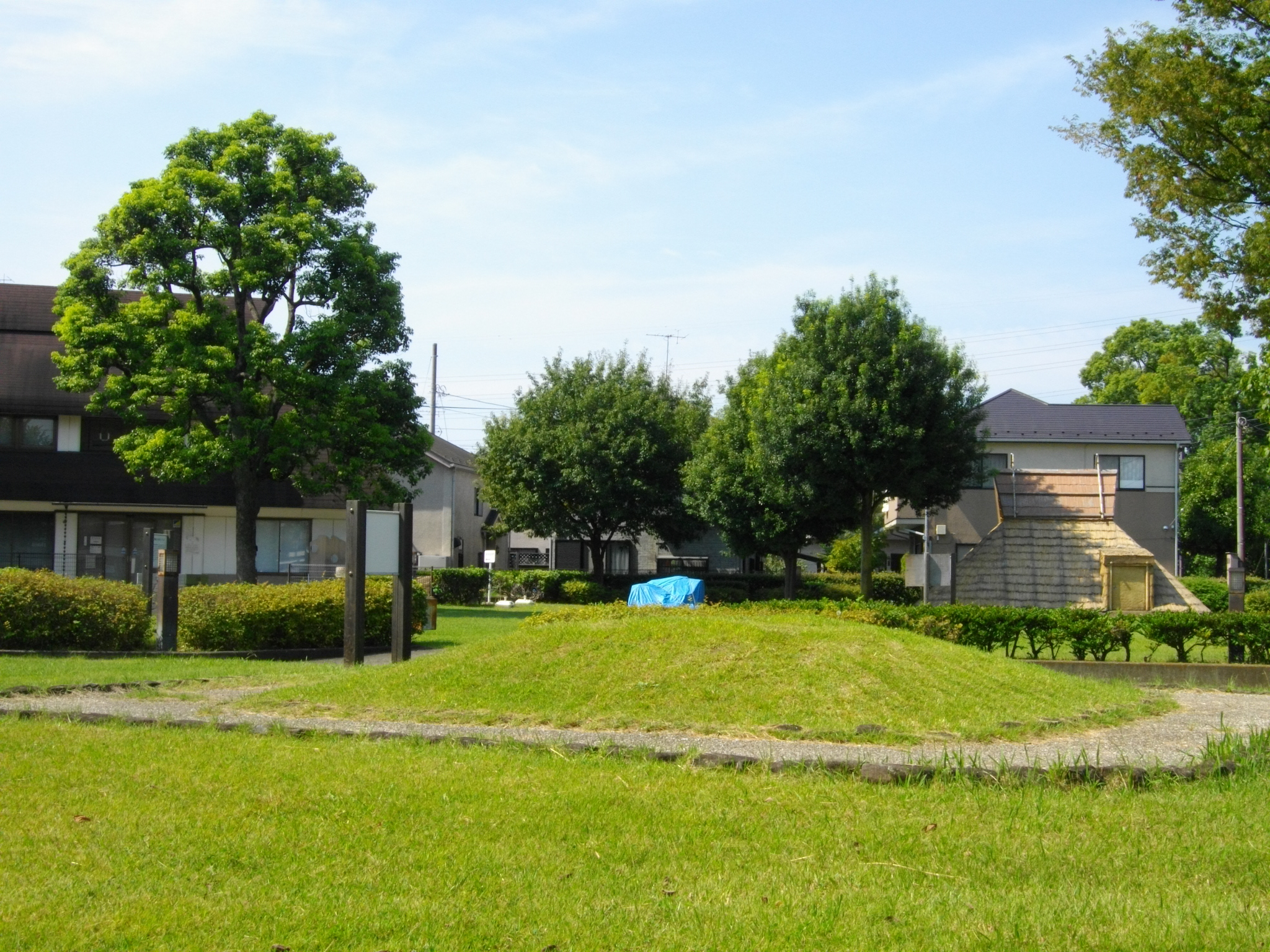
伊興遺跡公園の復元方形周溝墓

伊興遺跡（いこういせき）は、東京都足立区伊興周辺に広がる複合遺跡。古墳時代の集落跡を中心とした遺跡で、一部が伊興遺跡公園として整備されている。

## 概要
遺跡は、利根川水系綾瀬川の支流・毛長川流域に広がる低湿地帯の自然堤防上に立地する。古墳時代当時、流域の人々は水辺に集落を造り、水田稲作と川漁を行い生活していたと考えられている。
これまでの発掘調査では、約4000年前の縄文時代末頃の縄文土器や、1600年前の古墳時代前期の遺物などが出土している。多く出土したのは1500年前の古墳時代中期の集落遺構と祭祀遺物で、水辺祭祀に使われた土師器や須恵器、勾玉、滑石製の石製模造品などが出土した。また方形周溝墓や竪穴建物などが見つかった。このほか、周辺には白旗塚古墳（東京都指定史跡）などからなる白旗塚古墳群（伊興古墳群）が分布していた。また、中世には経塚（伊興経塚）も造られ、明治時代に星兜が出土している。
伊興遺跡は、あまりにも遺構や遺物の量が多かったことから足立区を驚かせたため、遺跡の全てを発掘することができず、保存のため土地を足立区が買い上げて伊興遺跡公園として整備されることになった。公園内では、竪穴建物や方形周溝墓を復元して公開し、伊興遺跡公園展示館でこれまでの調査で出土した遺物を展示している。

## 交通アクセス
- 竹ノ塚駅より徒歩17分（経路案内）。

## 参考図書
- 東京都教育庁生涯学習部文化課『東京の遺跡散歩』東京都、1993年3月1日、87頁。 NCID BN08948357。